# 索斯機械獸系列
《索斯機械獸系列》是日本多美公司於1980年發行的模型玩具，機械的型態以各種動物為藍本創作，1999年改編成动画系列。
名稱源於英語「ZOIC ANDROIDS」，即動物般人工生物的意思。

## 歷史
Tomy在1982年推出Mechabonica系列模型，但因銷量欠佳而停止發展。其後歐美生產線被出售，更名為ZOIDS。歐美ZOIDS生產線取得成功，因而導致Tomy在1983年於日本以新名稱重新發行系列模型。
其後飯島敬建立了惑星Zi、共和軍和帝國軍等的世界觀。

## 机兽
| 图片                                                           |                                                     |  |  |  |
| -------------------------------------------------------------- | --------------------------------------------------- |  |  |  |
|                                                                | RMZ-01 ガリウス <战斗机械兽> ＧＡＲＩＵＳ（恐龙型） |  |  |  |
| http://hanegaru.main.jp/d1983003065.jpg （页面存档备份，存于） | RMZ-02 グライドラー <空间探查机> ＧLIDOLER（鸟型）  |  |  |  |
|                                                                |                                                     |  |  |  |

## 游戏

### 机兽传奇（ZOIDS SAGA）系列
机兽传奇系列是以机兽为题材的GBA和DS游戏软件系列。是在GBA(只有ZOIDS SAGA DS是任天堂DS)上发售的角色扮演游戏，以机兽的世界观(主要是动画)为基础展开原创故事。通过收集流浪机兽的数据和核心，可以开发制造它们，还能够自由更改小队中的机兽。随着角色等级的提高以及机兽的加强。，根据作品的不同，出现的机兽也略有不同。
该系列将机兽作品的每个世界作为平行世界，在各个世界穿越时空旅行，之前机兽系列的角色将以交叉形式出现，随着故事的进展，也可以和他们成为伙伴。

#### 机兽传奇（ZOIDS SAGA）
该系列的第一部。
赫里克共和国和盖罗斯帝国之间的战争结束几十年后。 中立的阿卡迪亚王国遭到帝国和共和国军队的袭击。 趁着这一事件，阿卡迪亚城堡被幽灵骑士团占领，这是一个由神秘皇帝领导的团体。 为了挫败他们创建最强大的机兽军队的野心并夺回阿卡迪亚城堡，阿特雷和他的朋友们将使用“时空运输者”与来自不同世界的各种角色并肩作战。
在这部作品中，他穿越了动漫混沌纪和新世纪以及GBC游戏《白银之兽机神狮虎zero 》的世界，并与各自的登场人物相遇，但他对混沌纪世界的往返次数最多。
作品中有100种以上的机兽登场，主人公阿特雷的专用机是游戏最初的机兽特里尼提狮虎及其强化型的特里尼提狮虎BA(火铠)，还有竞争对手的专用机杰nohydra等几个原创的机兽也登场。
原创角色的设计和动画作品的角色设计一样，是Xebec的坂崎忠，原创机兽的设计是山田高广
作为该系列的第一部，《机兽传奇》的背景设定在混沌纪和新世纪之间，阿卡迪亚王国的王子阿特雷在被一个被称为皇帝的人袭击后被迫逃离他的家。在游戏的早期就透露，皇帝是在追求阿卡迪亚科学家最近发现的“时空传输”技术;想用它来穿越时空，征服Zi。游戏的大部分时间都花在了时间上来回旅行，以阻止皇帝的追随者改变历史。
一行人（首先是阿特雷和他的三名保镖）多次穿越时空追捕皇帝的四个追随者，出现在混沌世纪系列三次，两次出现在守护者部队，一次出现在新世纪零，一次出现在GBC白银狮虎游戏时代。

## 動畫
機獸總共有六個動畫系列：

### 機獸新世紀ZOIDS
機獸新世紀ZOIDS第一部（動畫1到34集），機獸新世紀ZOIDS第二部（動畫35到67集）
即机兽混沌纪
- 集數：67
- 播放日期：1999年9月4日 至 2000年12月23日
- 電視台： 毎日放送・TBS系列、 亞洲電視本港台、 中視
- 主要出現機獸系列：RZ=共和國、EZ=帝國、ZI=中立
- 主要角色：邦.佛來海特（小邦）、歐卡諾伊多.奇克。
- 主角機獸：重裝長牙獅，後來升級成超重劍長牙獅。

### 機獸新世紀ZERO
- 集數：26
- 播放日期：2001年1月6日 至 6月30日
- 電視台： 毎日放送・TBS系列、 亞洲電視本港台、 中視
- 主要出現機獸系列：RZ=共和國、EZ=帝國、
- 主角：畢特·克勞德
- 主角機獸：長牙獅零式，換裝系統有三個，擅長速度的是野加(藍色)，擅長格鬥的是修奈達(橘色)，擅長砲擊的是邦吒(綠色)[2] 。

### 機獸超世紀
又稱為索斯機械獸 Fuzors。
- 集數：26
- 播放日期：2004年10月3日 至 2005年4月3日
- 電視台： 東京電視台系列、 亞洲電視本港台、 中視
- 主要出現機獸系列：BZ=BLOX系列、FZ=Fuzors zoids系列
- 主要角色：RD
- 主角機獸：長牙獅零式，第一個搭檔是烈焰不死鳥，合體赤焰火鳳凰，第二個搭檔是光速獵鷹，合體光速翼獅。

### 機獸創世紀
又稱為索斯機械獸Genesis、機獸起源
- 集數：50
- 播放日期：2005年4月10日 至 2006年3月26日
- 電視台： 東京電視台系列、 亞洲電視本港台、 東森幼幼台
- 主要出現機獸系列：GZ=Genesis zoids系列、GB=生化機獸
- 主要角色：路吉
- 主角機獸：摩拉沙長牙獅[3]（又稱村雨獅虎，港譯村雨長牙獅），另外牠的兩個變形分別是哈亞特長牙獅（又稱疾風獅虎，港譯疾風長牙獅），無限長牙獅。

### 機獸戰記 狂野爆發
又稱為索斯機械獸WILD、機獸新世紀 ZOIDS WILD、索斯機獸：荒野紀
- 集數：50
- 播放日期：2018年7月7日 至 2019年6月29日
- 電視台： 毎日放送・TBS系列、 翡翠台、 東森幼幼台

### 機獸戰記 狂野爆發 ZERO
- 播放日期：2019年10月4日至2020年10月16日
- 集數：50
- 電視台： 東京電視台系列、 翡翠台、 東森幼幼台

## 產品

### Zoids模型編號：
- RZ=共和國、EZ=帝國、ZI=中立

模型編號排序：001至076。
- BZ=BLOX系列

模型編號排序：BZ-001至BZ-024。BZ-DAL、BZ-MD、BZ-CD。
- CP=強化配件

模型編號排序：CP-01至CP-27。
- FZ=Fuzors zoids及FZ的BLOX的機獸

模型編號排序：FZ-001至FZ-021。
- GZ=Genesis zoids

模型編號排序：GZ-001至GZ-018。
- GB=生化機獸

模型編號排序：GB-001至GB-008。
- CDZ=紅外遙控系列

模型編號排序：CDZ-01至CDZ-02。

## 外部連結
- ZOIDS官方網站（日語）
- MSS ZOIDS官方網站（日語）